# Ctenoplusia microptera
Ctenoplusia microptera là một loài bướm đêm trong họ Noctuidae.